# Hieracium dolichorhachis
Hieracium dolichorhachis es una especie de planta con flor del género Hieracium, de la familia Asteraceae, orden Asterales.

## Distribución
Hieracium dolichorhachis se distribuye por Suecia y Noruega.

## Taxonomía
Fue descrita científicamente por Samuelsson. Fue publicada en Dalarn. Hierac. Vulg.